# Бердянське (Сартанська селищна громада)
Бердя́нське — село в Україні, у Сартанській селищній громаді Маріупольського району Донецької області.

## Географія
Село Бердянське лежить за 138 км від обласного центру, 23 км від районного центру, 25 км від Новоазовська. через село пролягає автошлях міжнародного значення М14E58.

## Новітня історія
31 серпня 2014 року, внаслідок підриву автомобіля під Бердянським на невизначеному вибуховому пристрої, здетонували міни, які перевозили військовики 703-го полку. Внаслідок підриву загинули Роман Малецький, Вадим Суский, Ігор Бжостовський, Андрій Струсь, Володимир Дорошенко, Ігор Шубак, четверо військових поранено.
10 лютого 2015 року Збройні сили України, в ході контрнаступу, вибили російсько-терористичні сили з Бердянського.
12 червня 2020 року, відповідно до розпорядження Кабінету Міністрів України № 721-р «Про визначення адміністративних центрів та затвердження територій територіальних громад Донецької області», село увійшло до складу Сартанської селищної громади.
17 липня 2020 року, в результаті адміністративно-територіальної реформи та ліквідації Новоазовського району, село увійшло до складу Маріупольського району.
З 1 березня 2022 року село тимчасово окуповано російськими військами під час повномасштабного російського вторгнення в Україну.

## Військово-цивільна адміністрація
Згідно з Указом Президента України від 03.11.2017 № 351/2017 року, у Бердянському утворено військово-цивільну адміністрацію, яка тимчасово виконуватиме функції державного керівництва замість самоврядних органів.

## Населення
За даними перепису 2001 року населення села становило 228 осіб, з них 64,91 % зазначили рідною мову українську, 34,65 % — російську та 0,44 % — білоруську мову.

## Транспорт
Станом на кінець 2017 року з селом  Бердянське автобусного сполучення не було, проте мешканці села завдяки автобусному маршруту № 67 мали можливість доїзжати до Сопиного, від якого пішки полем відстань становить 3-4 км до своїх помешкань.